# NGC 2786
NGC 2786 ist eine Spiralgalaxie vom Hubble-Typ Sa im Sternbild Krebs auf der Ekliptik. Sie ist schätzungsweise 213 Millionen Lichtjahre von der Milchstraße entfernt.
Das Objekt wurde am 5. April 1864 von dem Astronomen Albert Marth entdeckt.